# Toyota Camry (XV70)
Toyota Camry (XV70) — легковий автомобіль бізнес-класу, який виготовляється компанією Toyota з травня 2017 року. Модель XV70 прийшла на заміну серії XV50 і є восьмим поколінням Toyota Camry.

## Опис

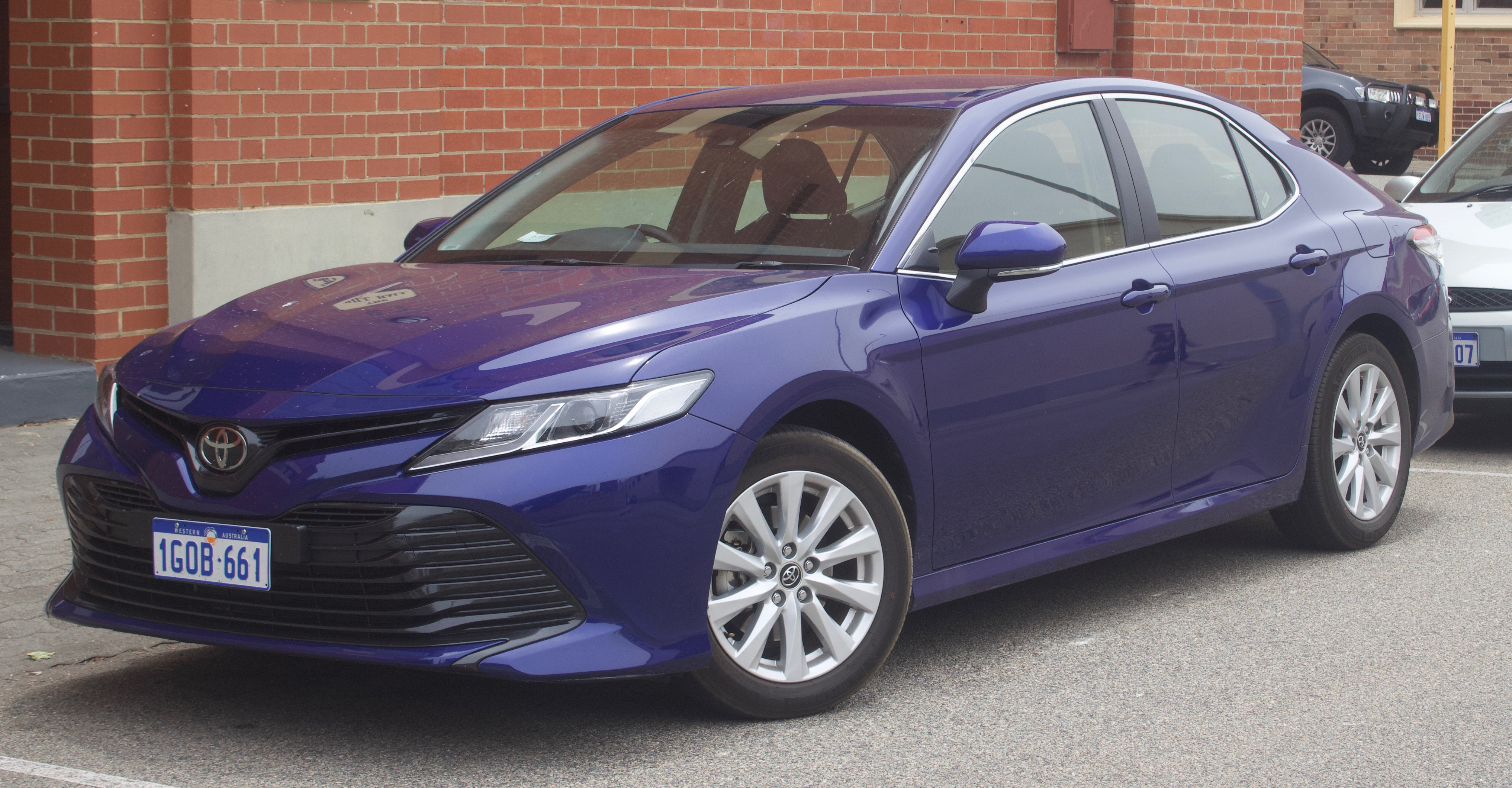
Toyota Camry Ascent (2017-2020)

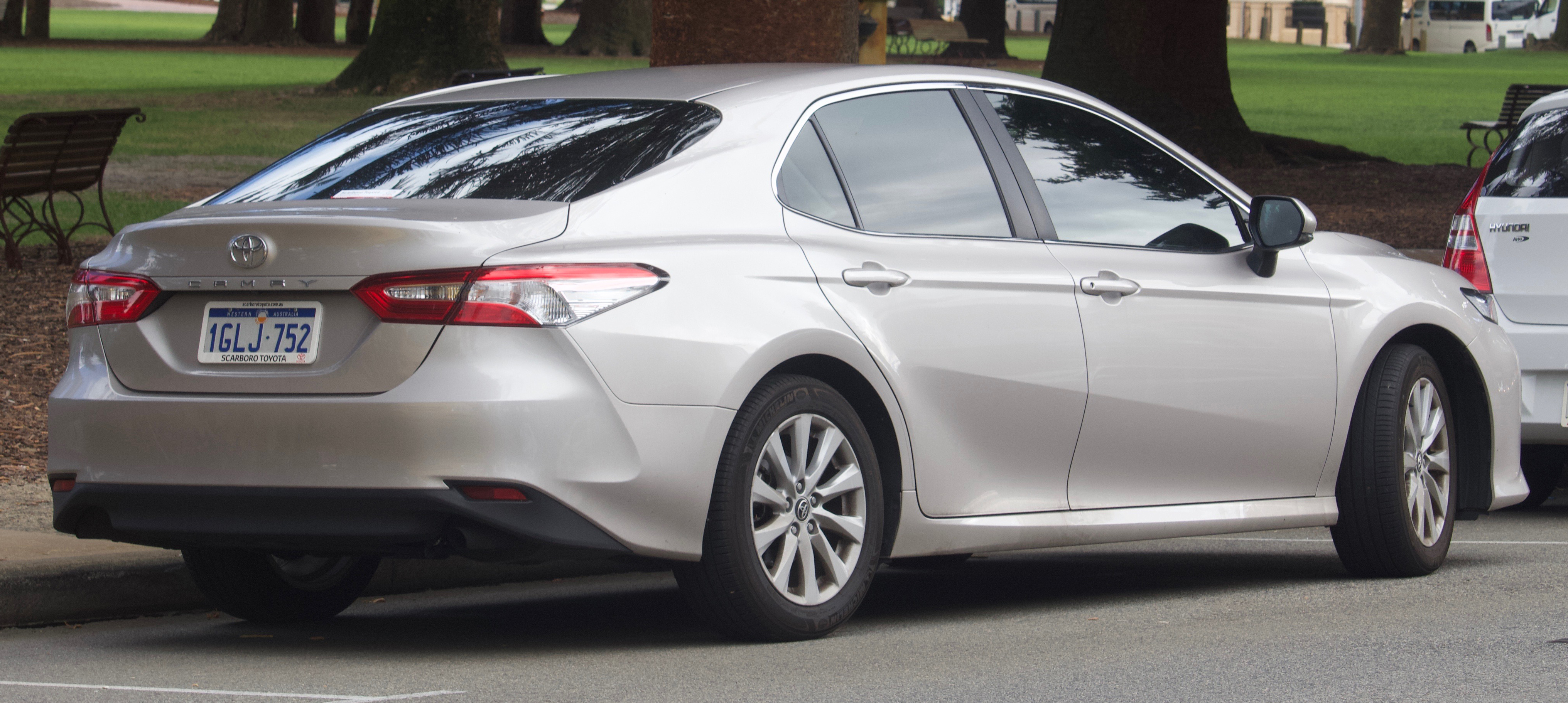
Toyota Camry 8 (2017-2020)

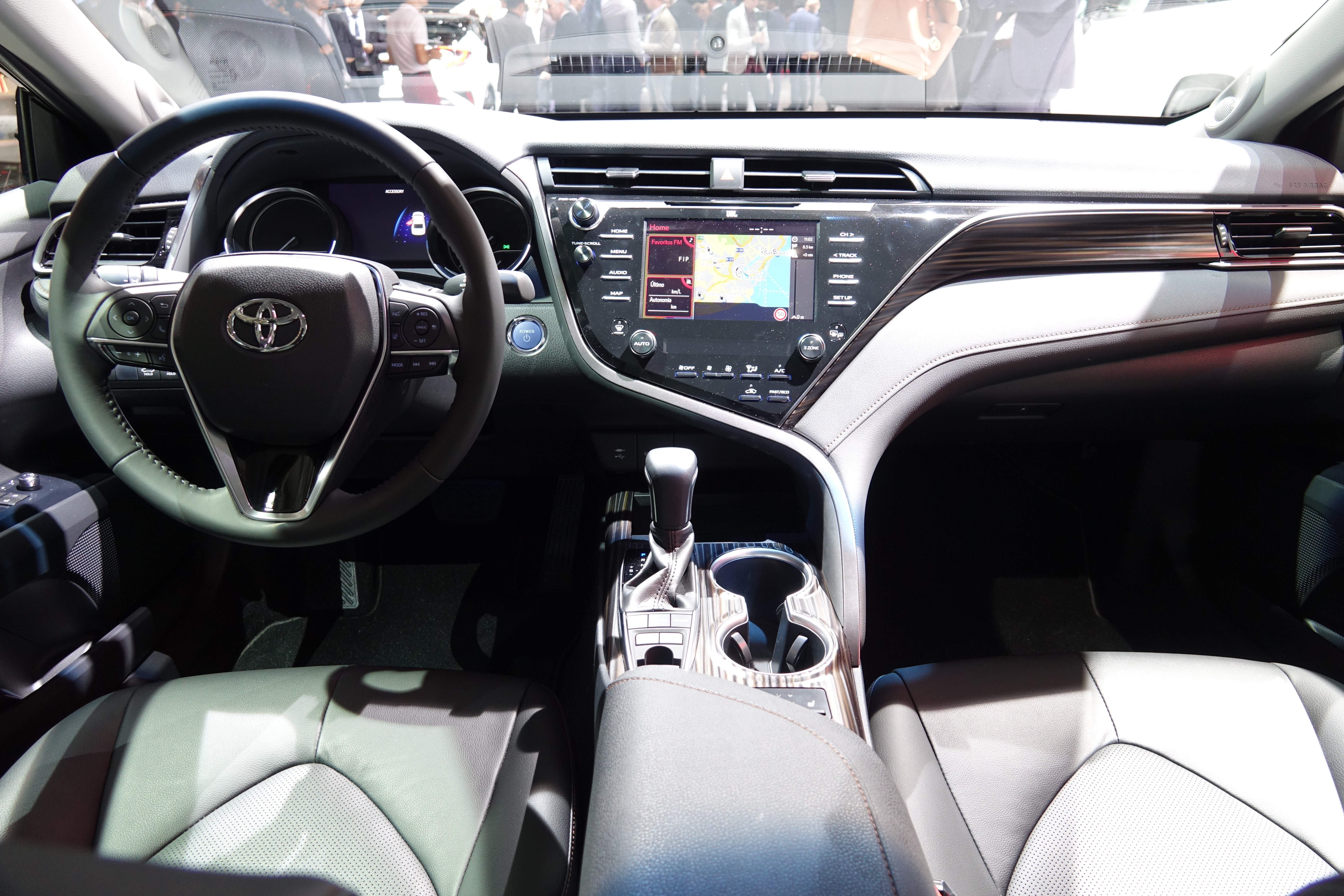
Салон Toyota Camry 8 (2017-2020)

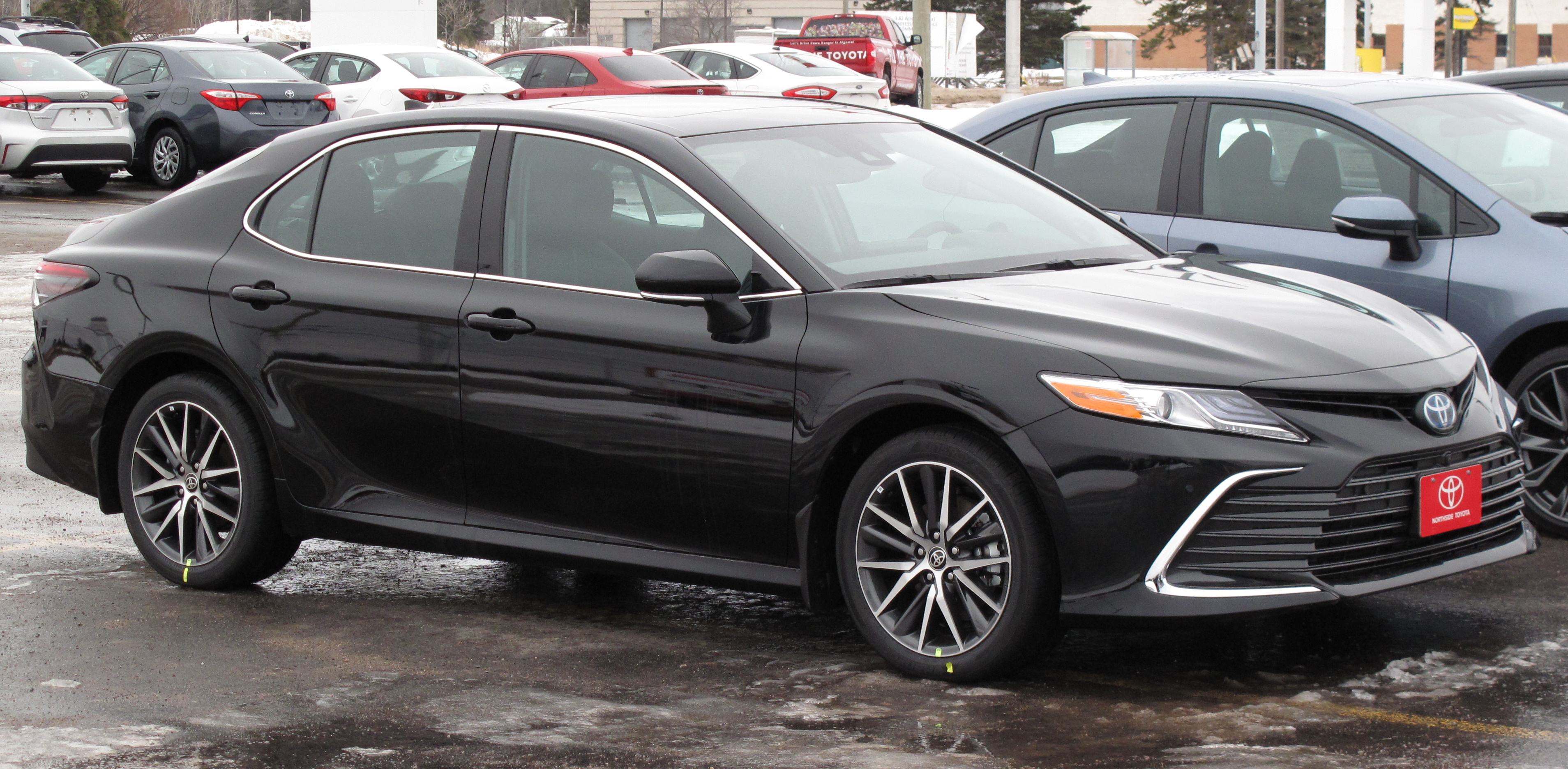
Toyota Camry 8 (з 2020)

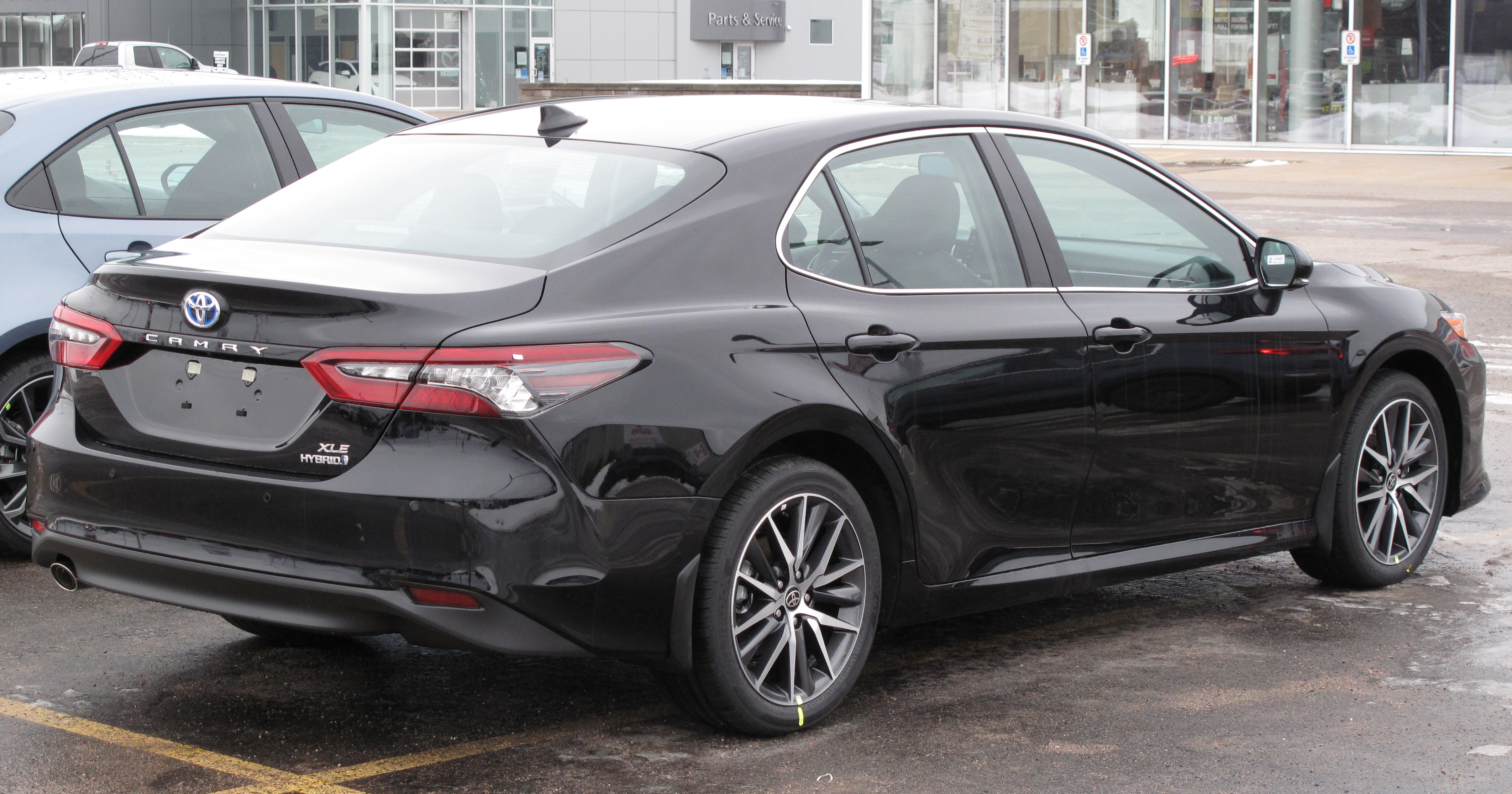
Toyota Camry 8 (з 2020)

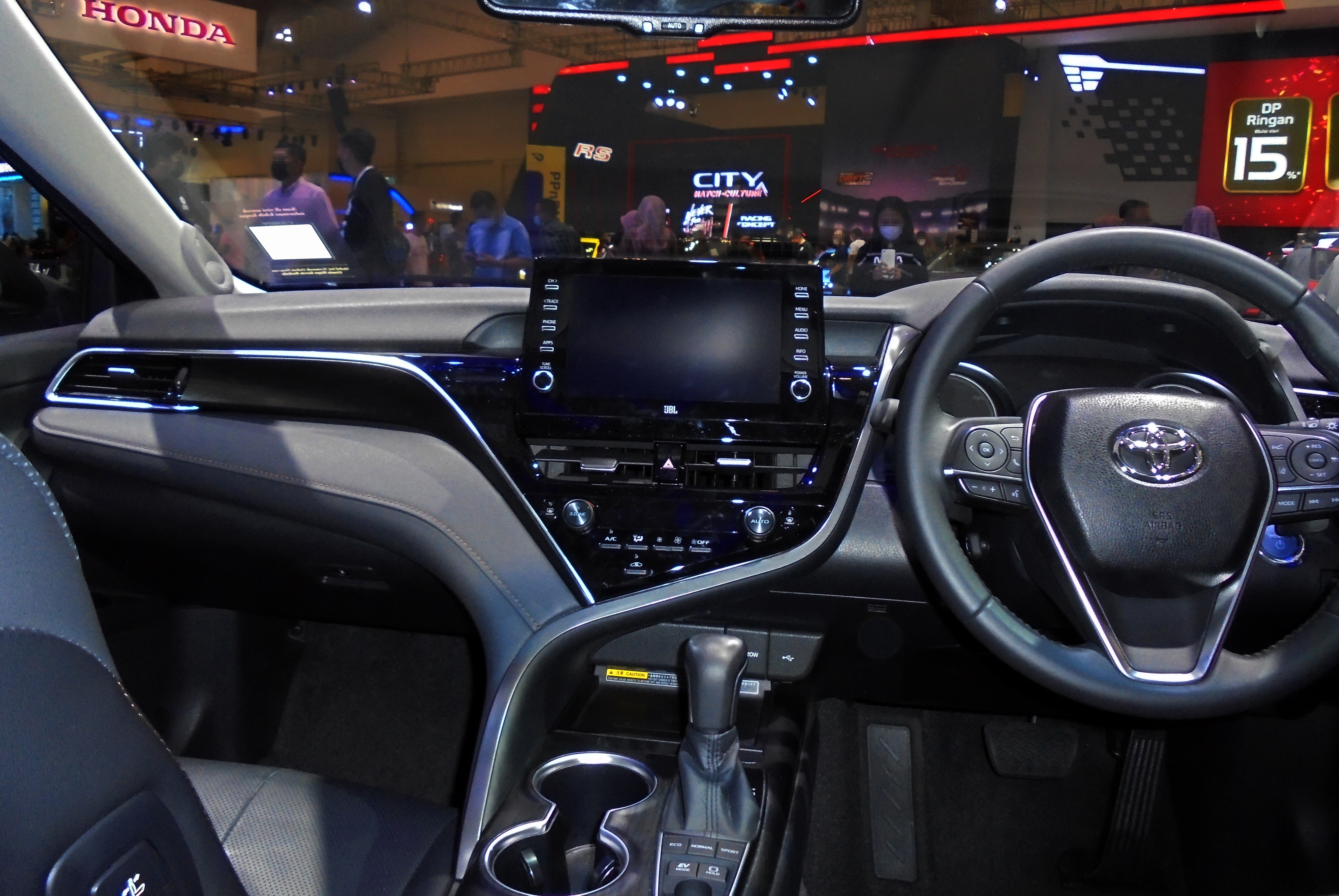
Toyota Camry 8 (з 2020)

В січні 2017 року на автосалоні в Детройті представлена Toyota Camry восьмого покоління. Автомобіль збудовано на новій платформі Toyota New Global Architecture (TNGA). Підвіска розроблена з нуля для платформи GA-K: спереду - стійки McPherson, ззаду - багаторичажна підвіска. На відміну від колишнього покоління Camry, на новій машині електропідсилювач рульового механізму фірми JTEKT розташований на рейці, а не на рульовому валу. Широке застосування високоміцних і надміцних сталей дозволило не тільки скоротити масу кузова на чверть, але також збільшити його жорсткість на кручення на 30%. У тому числі завдяки використанню лазерного зварювання.
Кемрі надійшла в продаж в США в третьому кварталі 2017 року з двигунами 2.5 Р4 A25A-FKS, 3.5 V6 2GR-FKS і 2.5 Р4 A25A-FKS hybrid.
На машині дебютувала поліпшена мультимедійна система Toyota Entune 3.0 з оновленням карт, функцією віддаленого управління, виходом в інтернет 4G LTE і хот-спотом Wi-Fi для п'яти пристроїв. Камера заднього виду, система стабілізації і десять ейрбегів - «в базі». Заявлена більша жорсткість кузова за рахунок збільшеної частки високоміцної сталі. Задні стійки McPherson старої моделі замінені на незалежну підвіску на подвійних поперечних важелях. Рівень вібрацій вдалося знизити завдяки новій системі кріплення мотора на чотирьох точках.
У базове оснащення седана входить комплекс безпеки Toyota Safety Sense-P. Це означає автоматичне гальмування з детекцією пішоходів, адаптивний круїз контроль з радаром, що працює в усьому діапазоні швидкостей, контроль за розміткою з асистентом руху по смузі, моніторинг сліпих зон дзеркал і трафіку ззаду, а також автоматичне перемикання дальнього світла.
У 2020 році Camry доступний у шести комплектаціях: L, LE, SE, XLE, XSE і TRD. Camry L отримала інформаційно-розважальну систему з 7.0-дюймовим сенсорним екраном, Android Auto, Apple CarPlay, супутниковим радіо, аудіо на 6 динаміків, USB портом, Bluetooth, системою «Siri Eyes Free» і точкою Wi-Fi. Версія LE додає електропривід водійського сидіння. Опції для LE: люк даху, попередження про перехресний рух позаду і моніторинг сліпих зон. Комплектація SE пропонує обшивку зі штучної шкіри, автоматичний клімат-контроль, сенсорний екран на 8.0 дюймів, бездротову зарядку. Версія XLE відрізняється обшивкою сидінь штучною шкірою, підігрівом передніх сидінь, двома додатковими USB портами, супутниковим радіо. Це перша модифікація з двигуном V6 . Загальні опції для XLE: навігація, HD радіо, система камер навколишнього бачення, проєкційна приладова панель на вітровому склі, панорамний люк даху і аудіосистема «JBL» на 9 динаміків. Модель XSE вирізняється спортивно налаштованою підвіскою і трьома додатковими кінськими силами двигуна.Toyota Camry TRD 2020 стандартно постачається з V6 двигуном, спортивними сидіннями, фіксованим заднім сидінням, спортивною стилізацією інтер’єру і екстер’єру.
Наприкінці 2020 року виробник представив оновлену Camry для європейського ринку. Новинка отримала деякі зміни екстер'єру, а також модернізовану медійну систему зі збільшеними тачскріном та покращеними системами безпеки. Модель надійде у продаж 2021 року. 
В 2021 модельному році Toyota відмовилась від комплектації L. Седан Camry доступний у п'яти варіантах оснащення: LE, SE, XLE, XSE та TRD. 
Toyota Camry 2022 пропонує багажний відсік об'ємом 427 л. Для збільшення вантажного простору спинки задніх сидінь можна скласти в пропорції 60/40.
У 2023 модельному році Toyota Camry отримала стандартне автоматичне дальнє світло в усіх комплектаціях. Палітру кольорів кузова поповнив відтінок Reservoir Blue.

### Двигуни
Бензинові
- 2.0 л 6AR-FSE I4 150 к.с., 192 Нм (Росія)
- 2.0 л 6AR-FSE I4 165 к.с. (Китай)
- 2.0 л M20A-FKS I4
- 2.0 л M20C-FKS I4 (Китай)
- 2.0 л 6AR-FBS I4 (Таїланд)
- 2.5 л A25A-FKS I4 203-208 к.с. 249 Нм
- 2.5 л 2AR-FE I4 181 к.с., 231 Нм (Східна Європа)
- 2.5 л A25A-FKB I4 (Таїланд)
- 2.5 л A25C-FKS I4 (Китай)
- 3.5 л 2GR-FKS V6 301 к.с. 362 Нм
- 3.5 л 2GR-FKS V6 249 к.с. 356 Нм (Росія)

hybrid
- 2.5 л A25A-FXS I4 178 к.с. 221 Нм + електродвигун 120 к.с. 202 Нм, сумарно 218 к.с.
- 2.5 л A25D-FXS I4 (Китай)